# 桂園時代
桂園時代（日语：／ Keien Jidai）指大日本帝國陸軍藩閥派系出身、山縣有朋的繼承人桂太郎與立憲政友會第二任總裁、伊藤博文的繼承人西園寺公望自1901年（明治三十四年）至1913年（大正二年）間交替出任內閣總理大臣並組閣執政的時期。

## 歷史
1901年（明治三十四年）6月2日，時為子爵的桂太郎獲明治天皇任命為內閣總理大臣，並組建第一次桂內閣。為克服日俄战争結束前後的困難時期，桂太郎在1904年（明治三十七年）末開始與立憲政友會的原敬七度會談磋商，此後又與時為眾議院最大黨的立憲政友會聯合爭取帝國議會支持批准《朴茨茅斯和约》，然而此舉遭致各方嚴厲批評。作為立憲政友會支持批准《朴茨茅斯和约》的回報，桂太郎同意將權力移交給時為立憲政友會總裁的西園寺公望，條件為第一次桂內閣負責制定1906年（明治三十九年）的政策和預算，而西園寺公望不會任命任何與元老有關係者入閣。時為侯爵的西園寺公望遂於1906年（明治三十九年）1月7日獲明治天皇任命為內閣總理大臣，並組建第一次西園寺內閣。
此後，代表特權官僚勢力的桂太郎與代表政党勢力的西園寺公望妥協結盟，並開始輪流執政。桂太郎起初為第一次西園寺內閣提供支持，但在察覺到內務大臣原敬有試圖分裂山縣有朋派系的危險舉動後，利用第一次西園寺內閣財政政策失敗的機會煽動元老倒閣，時為侯爵的桂太郎遂於1908年（明治四十一年）7月14日再獲明治天皇任命為內閣總理大臣，並組建第二次桂內閣。桂太郎本欲通過主張「一視同仁」的政策試圖聯合反立憲政友會政黨壓制立憲政友會，但在失敗後立即與西園寺公望妥協。由於第二次桂內閣誣陷幸德秋水等社会主义者與无政府主义者犯大逆罪並使幸德秋水等人被處死之事東窗事發，第二次桂內閣被迫總辭，而桂太郎則以「情意投合」的名義推薦西園寺公望回任內閣總理大臣。西園寺公望侯爵遂於1911年（明治四十四年）8月30日再獲明治天皇任命為內閣總理大臣，並組建第二次西園寺內閣。
自第二次西園寺內閣的組建起，桂太郎與西園寺公望之間的緊密合作關係事實上不復存在。在第二次西園寺內閣中再任內務大臣的原敬就內閣的獨立性向西園寺公望進言，並致力於財政整理。然而，由於在部隊增設問題上的分歧，上原勇作辭任陸軍大臣使第二次西園寺內閣無法延續，而已成為內大臣的桂太郎以無視第二次西園寺內閣的調解請求的方式促使第二次西園寺內閣下台。時為公爵的桂太郎遂於1912年（大正元年）12月21日獲大正天皇任命為內閣總理大臣，並組建第三次桂內閣，然而護憲運動的爆發使第三次桂內閣在兩個月後倒台，桂園時代由此結束，而這也成為大正政變爆發的契機。